# Condado de Werdenfels
El condado de Werdenfels (en alemán: Grafschaft Werdenfels) en la actual región de Werdenfels fue un condado perteneciente al obispado de Frisinga (Hochstift Freising). Un Hochstift era, en el Sacro Imperio Romano Germánico, una entidad territorial administrada por un obispo.
En el centro se encontraba el castillo Werdenfels, ahora en ruinas. El conde Perchthold von Eschenloh vendió en el año 1294 su condado al obispo de Frisinga Emico de Wittelsbach, conde de la familia Wittelsbach. El condado se dividía en tres Cortes (Pflegegericht): Garmisch, Partenkirchen y Mittenwald. La sede del juez mayor estaba en Garmisch.

Escudo de Werdenfels

Al condado le pertenecían grandes yacimientos  de plata. Además, el condado controlaba el paso del comercio hacia Italia, lo cual le procuraba una gran cantidad de impuestos de aduana. Muchas ciudades (Venecia, por ejemplo) erigieron un mercado por esta razón al comienzo de la Edad Moderna. 
El condado perdió su importancia comercial después de la Guerra de los Treinta Años. En 1803 el condado pasó a la Baviera luego de la mediatización y secularización del Sacro Imperio Romano-Germánico.